# 北海道179市町村応援大使
北海道179市町村応援大使（ほっかいどうひゃくななじゅうきゅうしちょうそんおうえんたいし）は、北海道日本ハムファイターズによる北海道内の市町村の広報大使。

## 概要
日本ハムファイターズの北海道移転10周年記念企画の一つとして企画され、ファイターズの所属選手が北海道内の全市町村との交流を図りながら地域おこしに寄与することを目的として北海道知事を応援団長・ファイターズ監督を推進委員長に据えて2013年より10年間毎年北海道内の18市町村に所属選手を主に2選手、または外国人を加えた3選手を応援大使として委嘱する。
対象となった市町村は委嘱選手を1年間広報やプロモーションに起用することが可能となり、球団が認可する物に限り肖像権を無償利用することも認められる。毎年11月のファンフェスティバルにて翌年の対象市町村を発表し、各選手のくじ引きにより市町村毎の担当選手を決定する。なお2022年については選手ではなく指定市町村の首長・代表者の事前オンライン抽選により決定した。
5月末までに委嘱選手が移籍した場合は別選手が補充されるが、それ以降に移籍が成立した場合は1市町村の委嘱全選手の移籍が成立した場合を除き行われない。
応援大使企画の開始と同年の2013年より再開された企画試合「WE LOVE HOKKAIDOシリーズ」では、応援大使の対象市町村から選手の抽選で選ばれた一部の市町村名が特別色のユニフォーム・キャップ・ヘルメットに書かれる。
その後2022年いっぱいを持って全市町村規模での大使企画を終了。2023年からは「北海道応援大使プロジェクト」にリニューアルし、初年度は新球場エスコンフィールドHOKKAIDOを地域活性化に活かすべく組織された官民組織「オール北海道ボールパーク連携協議会」に参加する17市町村、2024年から2032年は各地域で均等となるように割り振っていた旧市町村応援大使企画と異なり振興局単位をベースに全市町村を9エリアに割り振って対象市町村の球場内でのPRブースや球場へのバスツアーなどを展開予定、市町村毎の大使は設けずチーム全体で各年の該当地域の広報を行うとしした。

## 歴代委嘱選手
- 市町村の太字は「WE LOVE HOKKAIDOシリーズ」にてユニフォーム類に掲出された市町村。
- 取り消し線は任期前または任期中に移籍・退団した選手。
- WE LOVE HOKKAIDOシリーズのビジターでの試合日程は斜字で掲載。

## テレビ番組
- 北海道テレビ放送にて、2013年から2018年までその年の応援大使選手がシーズンオフに委嘱市町村を訪問した際の交流イベント等を取材した年末特別番組「イチオシ!ファイターズ 応援大使がやってきた!20XX（放送年）」を放送。
  - 2013年：12月15日 12:00 - 12:55
  - 2014年：12月27日 7:00 - 8:00
  - 2015年：12月26日 7:00 - 8:00
  - 2016年：12月30日 9:55 - 10:25「応援大使がやってきた!2016～咲かせましょう 日本一の笑顔」
  - 2017年：12月31日 15:25 - 16:25
  - 2018年：12月31日 15:25 - 16:30
    - 北海道胆振東部地震発生後のファイターズ栗山英樹監督、ファイターズ選手鍵谷洋平・玉井大翔と元ファイターズ選手吉川光夫・石川慎吾・大野奨太・谷本圭介の被災地慰問の様子も放送。
- 2013・14年には札幌テレビ放送「どさんこワイド179」にて元ファイターズの稲田直人が「ファイターズ応援大使代理人」としてその年の応援大使対象市町村を巡るロケ企画「稲田直人が行く!ファイターズ北海道179市町村応援大使」が行われた。